# Coney Island
Coney Island je poloostrov (dříve ostrov) v nejjižnější části Brooklynu, New York City, USA, s pláží na pobřeží Atlantského oceánu. Hlavními obyvateli je místní komunita asi 60 000 lidí na západní části poloostrova, s částí Seagate (Brooklyn) na západě, částmi Brighton Beach a Manhattan Beach na východě a částí Gravesend na severu.
Oblast byla hlavním územím zábavního parku, který dosáhl vrcholu popularity počátkem 20. století. Jeho hlavní atrakcí je známá dřevěná horská dráha Cyclone.

Panoramatický pohled na poloostrov a pobřeží se zábavním parkem (2016)

Původ jeho jména je nejasný, ale nejpravděpodobněji vzniklo poangličtěním nizozemského Conyne Eylandt (v moderní standardizované nizozemštině Konijneneiland) neboli Králičí ostrov.